# جون أنتونيللي
جون أنتونيللي (بالإنجليزية: John Antonelli)‏ هو لاعب كرة قاعدة أمريكي، ولد في 15 يوليو 1915 في ممفيس في الولايات المتحدة، وتوفي بنفس المكان في 18 أبريل 1990.

## وصلات خارجية
- جون أنتونيللي على موقعبيزبول رفرنس.كوم (الدوري الرئيسي) (الإنجليزية)
- جون أنتونيللي على موقع جمعية أبحاث البيسبول الأمريكية (الإنجليزية)